# Amandus Huenerwolf
Amandus Huenerwolf (* vor 1500 in Altenmarkt bei Sankt Gallen; † 20. Oktober 1545 in Admont) war ein salzburgischer römisch-katholischer Geistlicher und von 1536 bis 1545 Abt der Benediktinerabtei St. Blasius zu Admont.

## Leben und Wirken
Um die erneute Bestellung eines auswärtigen Kommendatarabts zu verhindern, wurde unmittelbar nach dem Tod Christophorus Raubers der als vir spectatae virtutis ac doctrinae bezeichnete bisherige Prior des Stifts, Amandus Huenerwolf, zum Abt gewählt.
Schon zu Beginn seines Abbatiats wurde 1537 in dem erneut ausgebrochenen Türkenkrieg eine Türkensteuer erhoben, bei deren Erhebung das Stift Admont zusätzlich mit einer Zwangsanleihe von 1200 Pfund veranschlagt wurde. Auch sonst ergaben sich in wirtschaftlicher Hinsicht während des Abbatiats Huenerwolfs zunehmende Schwierigkeiten. So wurde der lukrative Salzabbau in Hall bei Admont und Weißenbach bei Liezen auf Anordnung Ferdinands I. eingestellt und durch eine Salzrente aus der landesherrlichen Saline Bad Aussee ersetzt, deren Monopolstellung dadurch gesichert werden sollte. Zur Kompensation wurde 1543 das bisher admontische Amt Reichenau (mit Einwilligung des Landesherrn) an den Kärntener Landeshauptmann Christoph von Khevenhüller verkauft.
Zu den Bauprojekten des Abtes Amandus gehörte der Ausbau des Admonter Hofes in Bruck an der Mur durch den Stadtbaumeister Wolfgang Wiener aus Leoben, wobei der Steinmetzmeister Hans Stain aus Kindberg das Torgewölbe mit den Wappen von Konvent und Abt ausstattete. In Admont erfolgte die Neuerrichtung der Prälatur, wobei der Steinmetzmeister Bernhard und der Bildhauer und Bildschnitzer Jörg Klukh genannt werden.
1543 wurde eine Kommission eingesetzt, die die Ausbreitung des Luthertums im Bereich des Stiftes Admont untersuchen sollte. Amandus Huenerwolf starb der Überlieferung zufolge  an vergiftetem Wein, der ihm anlässlich einer Leichenfeier verabreicht worden sei und wurde in der Marienkapelle der Stiftskirche Admont beigesetzt. Sein Wappenbild zeigt einen nach rechts springenden Hirschen.